# Lavă

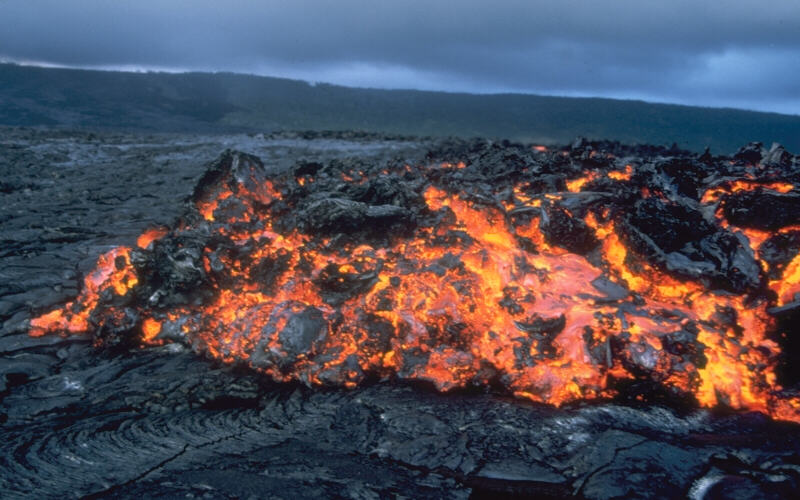
Aa-Lavă (lavă viscoasă) din Vulcanul Kilauea din Hawaii

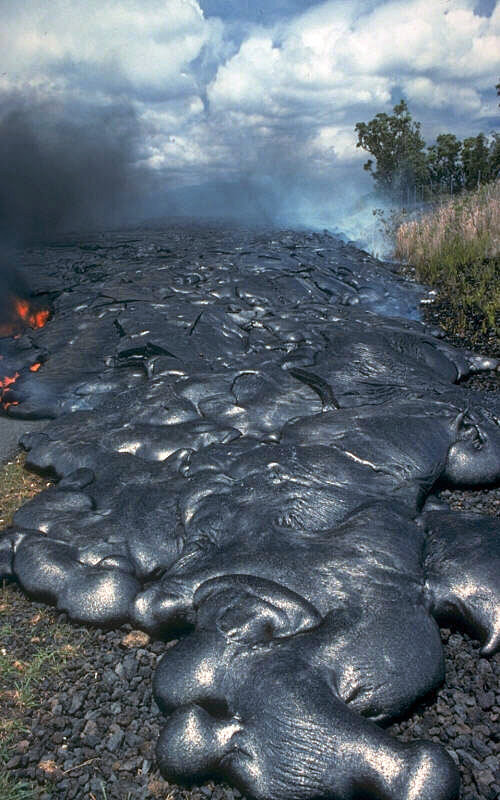
Lavă-Pahoehoe

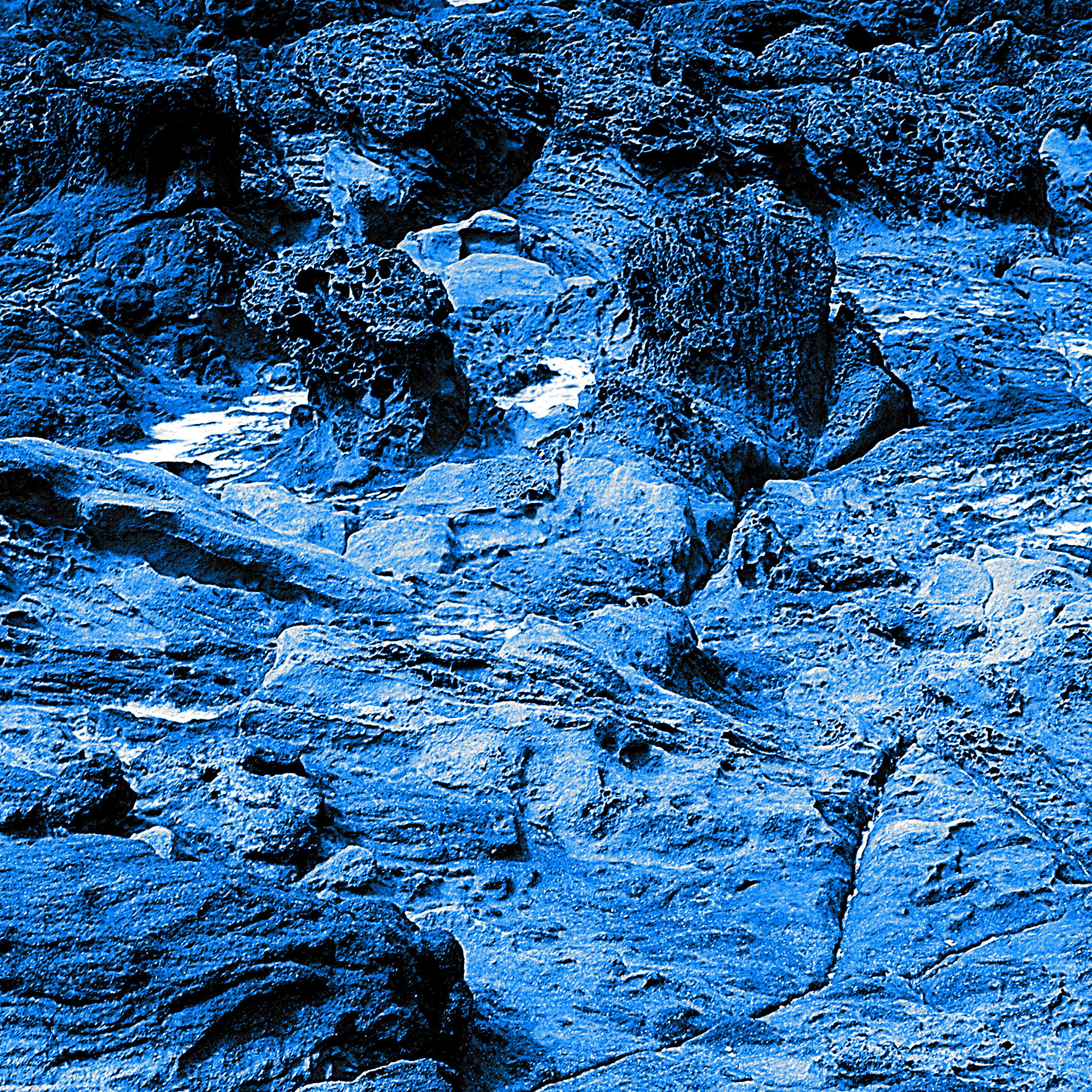
Aceasta e mai fierbinte decat cea obisnuita.

Lavă este denumirea magmei vulcanice ajunse printr-o erupție vulcanică la suprafață, denumirea rocilor formate prin răcirea lavei sunt numite vulcanite, sau cele care conțin substanțe volatile gaze ca dioxid de carbon, dioxid de sulf, amoniac, gaze rare, sau piroclaste.

## Compoziție
Lavele sunt topituri de silicați, a căror pondere variază între 45 - 70 % SiO2. După reacția chimică, lavele se pot împărți în:
1. lave acide sau riolitice care au un conținut > 65 % de dioxid de siliciu (lave viscoase)
2. lave bazice sau bazaltice care au < 52 % dioxid de siliciu (SiO2) (lave fluide)
3. O formă intermediară sunt lavele andezitice cu un conținut de SiO2 între 52 % și 65 %.

La urcarea magmei spre suprafața pământului, au loc o serie de procese dinamice, prin contactul și topirea rocilor înconjurătoare, care influențează compoziția lavei ajunse la suprafață. Lava la suprafață suferă un proces de răcire rapidă, lucru care explică forma amorfă sticloasă, sau în cazul existenței într-un procent mai mare a gazelor, forma poroasă a rocilor (piatra ponce). Temperatura lavei diferă după tipul de lavă astfel: lavele acide au la ieșire o temperatură de 800 °C, pe când temperatura lavei bazice atinge 1200 °C.

## Forme de prezentare
Formele de lavă depind de condițiile de urcare a magmei la suprafață și, în mod deosebit, de viscozitatea magmei.

### Lava Pahoehoe
Este o lavă bazaltică cu o viscozitate redusă (1100 - 1200 °C), ea formează roci cu o suprafață sticloasă care are, după forma de prezentare, următoarele tipuri: (germ. Stricklava, stricken=a croșeta  Arhivat în 9 octombrie 2007, la Wayback Machine., Fladenlava sau Schollenlava)

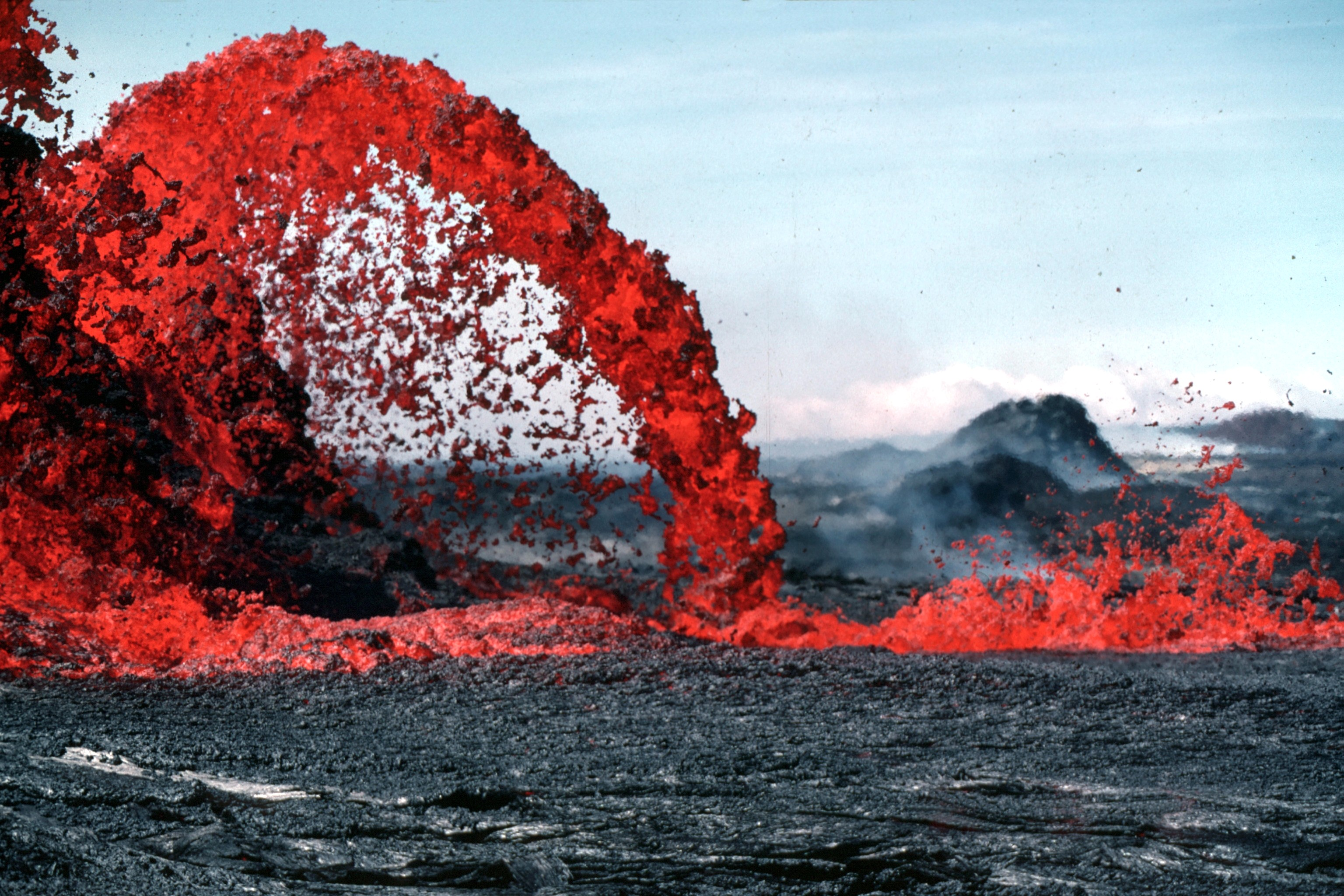
Erupție de lavă Pahoehoe ajungând la o înălțime de 10 metri

### Lava bloc
Sau lava-Aa (denumirea provine din Polinezia) este o lavă viscoasă care are o temperatură mai scăzută decât lava Pahoehoe, iar prin răcire iau naștere blocuri cu colțuri ascuțite, curentul de lavă poate curge stratificat, la suprafață curgând lava Pahoehoe, iar în stratul profund curge lava viscoasă Aa.

### Platourile de bazalt
Se formează din lavă fluidă (cu viscozitate redusă) într-o regiune întinsă (cu pante mici) formându-se platourile de bazalt ca „Platoul-Columbia” din Oregon și Washington, „Bazaltul-Karoo” din Africa de Sud și „Platoul-Dekkan” din India.

### Lava Pillow sau Kissen
Aceste tipuri de lavă se formează prin prezentare în secțiune transversală a unor formațiuni eliptice sau rotunde având diametre de 1 m sau peste 1 m. Se formează într-un proces de răcire rapidă a lavei în apă. Prin mișcările tectonice acest tip de roci vulcanice pot fi ridicate de pe fundul mării putând fi astfel întâlnit și pe continente. Pillow (în engleză) și Kissen (în germană) înseamnă "pernă".

### Bombe vulcanice
Sunt formațiuni rezultate din lava răcită încă în aer în timpul unei erupții vulcanice, acestea fiind numite bombe vulcanice, având un diametru sub 64 mm, mai poartă și denumirea de „Lapilli” denumire care provine de la numele unei localități din Italia

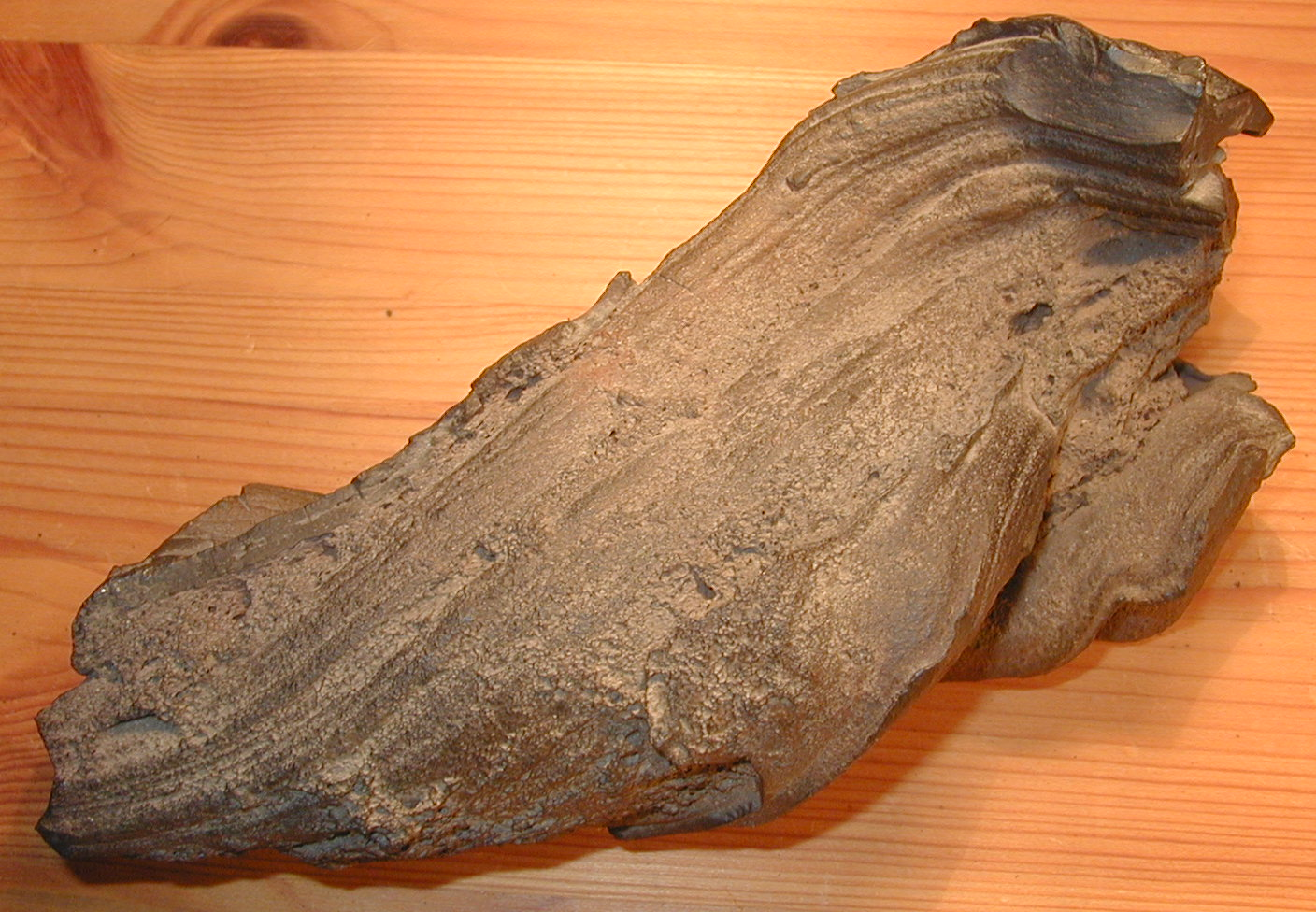
Bombă vulcanică provenită din vulcanul Hekla (Islanda)

### Lacuri de lavă
Este o formă de lavă aparte care poate fi întâlnită în Erta Ale din Etiopia. Prin răcirea unei mase imense de lavă în crater se formează la suprafață cruste de lavă solidificată. La repetarea erupției vulcanului se pot forma în adâncime adevărate lacuri de lavă fluidă ce pot atinge adâncimea de 100 de m. Această lavă se va răci lent, proces ce poate dura câteva sute de zile. Fenomenul este important pentru vulcanologi care pot cerceta lava în stare fluidă.

### Goluri în lavă
Prin răcirea numai la suprafață a curentului de lavă, în straturile profunde lava poate a curge mai departe, formându-se astfel goluri. Dacă crusta de lavă care acoperă golul se rupe, se formează șanțuri în lavă.

### Domuri de lavă
În cazul în care la ieșirea la suprafață lava are deja o viscozitate mare, se pot forma așa numitele domuri de lavă.